# Franciszek Ksawery Seelos

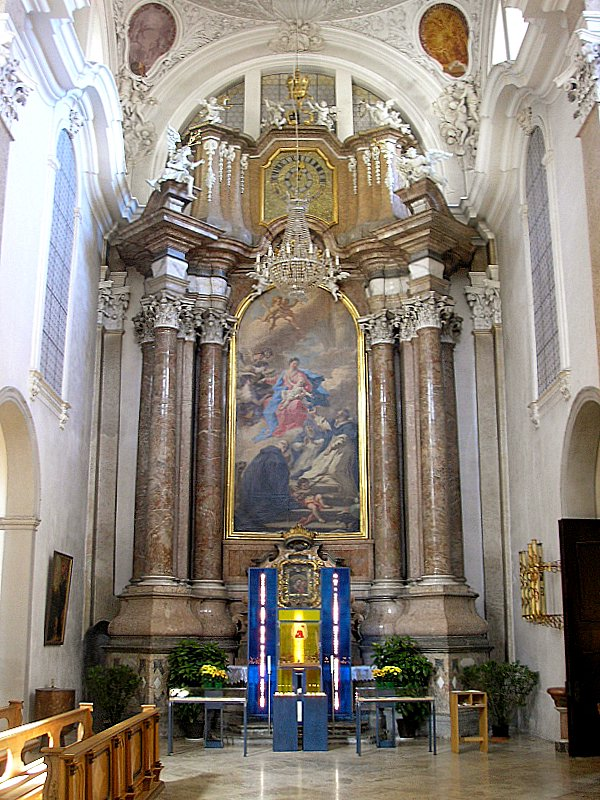
Transept ze św. Seelosem w klasztorze św. Manga w Füssen.

Franciszek Ksawery Seelos CSsR, niem. Franz Xaver Seelos (ur. 11 stycznia 1819 w Füssen, zm. 4 października 1867 w Nowym Orleanie) – filozof, teolog, redemptorysta, błogosławiony Kościoła katolickiego.

## Życiorys
Franciszek Ksawery urodził się w wielodzietnej rodzinie kupieckiej i w dniu urodzin został ochrzczony w kościele parafialnym pw. św. Magnusa. W 1831 ukończył szkołę podstawową i rozpoczął naukę w Instytucie św. Stefana w Augsburgu. Po maturze w 1839 studiował filozofię, a potem teologię na uniwersytecie w Monachium. 22 listopada 1842 roku wstąpił do Zgromadzenia Najświętszego Odkupiciela, by pracować dla imigrantów języka niemieckiego w Stanach Zjednoczonych. To marzenie spełnił 20 kwietnia 1843 roku wypływając z Francji. 22 grudnia 1844 roku został wyświęcony na kapłana w kościele św. Jakuba oo. redemptorystów w Baltimore. Przez kolejne 9 lat pracował w parafii św. Filomena w Pittsburghu, początkowo jako wikariusza św. Jana Neumanna, następnie został przełożonym wspólnoty, a później proboszczem. W tym okresie pełnił również funkcję magistra nowicjatu redemptorystów. Często wyjeżdżał na misje, wraz ze św. Janem Neumannem. 
Przez wiernych nazywany był misjonarzem nieustannego uśmiechu i hojnego serca, głównie dla potrzebujących. Wielu ludzi przybywało do niego by odbyć spowiedź.
Jako kaznodzieja wyróżniał się tym, że potrafił w sposób obrazowy przekazywać nauki przykuwając uwagę wiernych, zaś jego główną pracą była katechizacja dzieci, którą uważał za „fundamentalny dla chrześcijańskiego rozwoju wspólnoty parafialnej”.
Przez wiernych nazywany był misjonarzem nieustannego uśmiechu i hojnego serca, głównie dla potrzebujących.
W 1854 roku został przeniesiony z Pittsburgha do Baltimore, potem do Cumberland, a na końcu do Annapolis. Zawsze otrzymywał tytuł prefekta kleryków - redemptorystów, by kształcić nowy kleryków i troszczyć się o ich wiarę.
W roku 1860 został kandydatem na urząd biskupa Pittsburgha, jednak św. Seelos nie przyjął nominacji. Został zwolniony z tego obowiązku przez papieża Piusa IX.
W latach 1863–1866 podjął pracę wędrownego misjonarza, głoszącego Ewangelię w języku angielskim i niemieckim. Jego zasięg nauki obejmował stany: Connecticut, Illinois, Michigan, Missouri, New Jersey, New York, Ohio, Pensylvania, Rhode Island i Wisconsin.
Do 1866 roku pracował w Detroit. Od tego roku został wcielony do wspólnoty w Nowym Orleanie, gdzie pełnił funkcję proboszcza parafii pw. Matki Bożej Wniebowziętej.
Zmarł na żółtą febrę w wieku 48 lat.

## Kult
9 kwietnia 2000 roku, na Placu św. Piotra, papież Jan Paweł II dokonał jego beatyfikacji.
Wspomnienie liturgiczne w Kościele katolickim obchodzone jest 4 października.
W archidiecezji nowoorleańskiej dzień pamięci (jako wspomnienie obowiązkowe) i opcjonalnie w każdej diecezji Nowej Prowincji Orleanu, został wyznaczony na 5 października, na mocy dekretu Kongregacji ds. Kultu Bożego i Dyscypliny Sakramentów.